# Chimney Rock National Monument

Chimney Rock (links) und Companion Rock im Chimney Rock National Monument

Das Chimney Rock National Monument ist ein US-amerikanisches National Monument im San Juan National Forest im Archuleta County im Südwesten von Colorado. Es wurde durch Präsident Barack Obama durch eine Presidential Proclamation am 21. September 2012 mit einer Flächengröße von 4726 Acres (1913 ha) ausgewiesen. Das National Monument wurde wegen der archäologische Fundstellen ausgewiesen.

## Verwaltung und Flächenbesitz des National Monuments
Es steht unter der Verwaltung des United States Forest Service (USFS). Das Schutzgebiet war vorher und nach Ausweisung Teil des San Juan National Forests. Die gesamten Flächen befinden sich im Bundesbesitz und wurde bereits vor der Ausweisung vom USFS betreut. Bisherige Nutzungen dürfen ungehindert weiter ausgeübt werden.

## Menschen im Gebiet

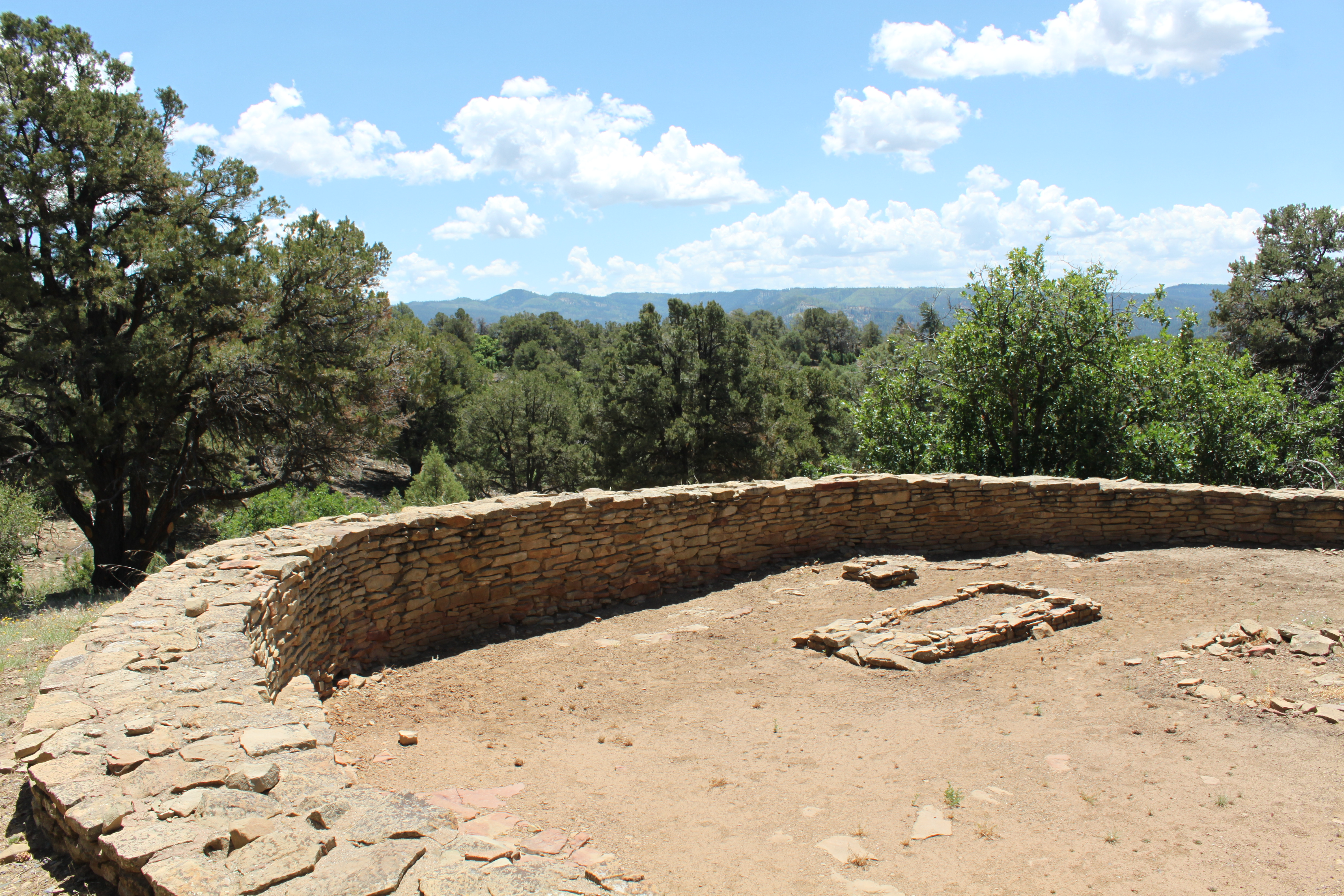
Great Kiva

Es gibt mehr als 150 archäologischen Fundstätten der Pueblo-Kultur im Schutzgebiet bekannt. Die Anasazi bauten hier vor 2000 Jahren ein Pueblo mit 200 Räumen. Im Pueblo gab es mehrere als Kiva bezeichnete runde Zeremonienräume und insgesamt 36 unterirdisch angelegte Räume. Die Fundstelle wird als Chimney Rock Archaeological Area bezeichnet. 1970 wurde der Bereich des Pueblo als National Register of Historic Places geschützt. Das Pueblo wurde von 925 bis 1125 n. Chr. bewohnt.

## Tierarten
Unter den Säugetierarten im Gebiet befinden sich Maultierhirsch, Wapiti, Puma und Nordamerikanischer Fischotter. Das Schutzgebiet bietet einen wichtigen Wanderkorridor für Tierarten. Es kommen Greifvogelarten wie Wanderfalke, Weißkopfseeadler und Steinadler vor.

## Wanderfalken am Chimney Rock
Berühmt ist der Chimney Rock für die dort brütenden Wanderfalken. 1975 gab es im ganzen Rocky Mountains Gebiet von Colorado, Montana und Wyoming noch sieben Brutpaare, als die Bestände in Nordamerika wegen der Nutzung von DDT zusammengebrochen waren. Das Paar am Chimney Rock wurde von 1975 bis 1978 von der Biologin Marcy Cottrell Houle im Auftrag des United States Forest Service erforscht. 1991 veröffentlichte Houle über diese Zeit ihr Buch Wings for My Flight: The Peregrine Falcons of Chimney Rock. Dieses Buch war ein Bestseller, gewann zwei Preise und wurde aktualisiert 1999 und 2014 nachgedruckt. Der Professor für Geschichte und Umwelt Andrew Gulliford schrieb 2014 über die Wirkung von Houles Arbeit zum Wanderfalkenschutz am Felsen von 1975 bis 1978: „Without a doubt, peregrines saved Chimney Rock for the rest of us.“ („Zweifellos haben die Wanderfalken den Chimney Rock für den Rest von uns gerettet.“) Houles Arbeit verhinderte ein Millionen-Dollar-Bauprojekt der Gemeinde Chimney Rock am Felsen. Noch heute brüten hier Wanderfalken, allerdings meist am weniger spektakulären Companion Rock direkt neben dem Chimney Rock.